# Patrice Nganang
Patrice Nganang, né le 17 mars 1970 à Yaoundé, au Cameroun, est un écrivain et professeur d'université américain d'origine camerounaise. Incarcéré en décembre 2017 au Cameroun avec pour motif d'injure au chef de l'État du Cameroun, il est libéré et expulsé 21 jours plus tard.

## Biographie
D'ethnie bamiléké, il détient un doctorat en littérature comparée de l'université Johann Wolfgang Goethe de Francfort-sur-le-Main.
Il enseigne dans le milieu universitaire américain depuis 2000, notamment au Vassar College pendant l'année académique 2006-2007, avant d'obtenir, en 2007, un poste de professeur en littérature comparée à l'université d'État de New York à Stony Brook. Il travaille également comme professeur à l'université de Princeton au printemps 2018.
En littérature, il publie une douzaine de livres : essais savants, romans et recueils de poésie et de nouvelles. Temps de chien (2001), son deuxième roman, raconte, par le truchement insolite du chien d'un tenancier de bar, le quotidien loufoque d'un quartier de Yaoundé. Ce roman remporte, en 2002, le prix Marguerite Yourcenar et le grand prix littéraire d'Afrique noire.

### Vie privée
Il est marié à Nyasha Bakare qui a grandi au Zimbabwe. Ils ont une fille.

## Démêlés judiciaires
De retour des régions anglophones du Cameroun, en proie à un conflit armé, il est incarcéré peu avant son embarquement à l'aéroport de Douala en décembre 2017, et détenu à Yaoundé pendant 21 jours.
Il est l'objet de diverses accusations, dont des propos tenus sur sa page Facebook le 3 décembre : « Faites-moi confiance et je ne blague pas, je l’ai devant moi, lui Biya, et j’ai un fusil, je vais lui donner une balle exactement dans le front. Je le dis depuis Yaoundé où je suis ».
Une campagne (médiatique, judiciaire...) s'organise autour de son incarcération. Des intellectuels se prononcent. Sa fille publie un texte le 15 décembre : « Toute la famille est triste que tu sois parti, mais fière de ce que tu as accompli, que tu aies pris la bonne décision. On compte sur toi papa ».
Alors que la deuxième audience de son procès était prévue le 19 janvier 2018, il a finalement été libéré par les autorités exécutives le 27 décembre 2017,. Son passeport camerounais est confisqué et il est immédiatement expulsé, le jour même,.

## Œuvre

### Romans
- La Promesse des fleurs, Paris, l'Harmattan, coll. « Encres noires » no 165, 1997  (ISBN 2-7384-4706-6)
- Temps de chien, Paris, Le Serpent à plumes, 2001  (ISBN 2-84261-419-4) ; réédition, Le Serpent à plumes, coll. « Motifs » no 172, 2003  (ISBN 2-84261-419-4) - Prix Marguerite Yourcenar (2002) et Grand prix littéraire d'Afrique noire (2002)[10].
- La Joie de vivre, Paris, Le Serpent à plumes, coll. « Fiction française », 2003  (ISBN 2-84261-439-9)
- Mont Plaisant, Paris, P. Rey éditeur, 2010  (ISBN 978-2-84876-177-0) - Mention spéciale du Jury, Prix des cinq continents de la francophonie (2011)
- La Saison des prunes, Paris, P. Rey éditeur, 2013  (ISBN 978-2-84876-288-3)
- Empreintes de crabe, Paris, JC Lattès, 2018  (ISBN 978-2-7096-6249-9)
- Mboudjak: Les aventures du chien-philosophe, Paris, Teham, 2022 (ISBN 979-1-090147-49-2)
- Premier président noir de France, Paris, Teham, 2022  (ISBN 979-1-090147-48-5)

### Recueils de nouvelles
- L’Invention du beau regard : contes citadins, Paris, Gallimard, coll. « Continents noirs », 2005  (ISBN 2-07-077271-3)
- Dernières nouvelles du colonialisme, 2006  (ISBN 2-911412-40-0)

### Poésie
- Elodi, Paris, Éditions Saint-Germain-des-Prés, coll. « À l'écoute des sources », 1995  (ISBN 2-243-03486-7)

### Essais
- Le Principe dissident, 2005  (ISBN 9956-435-00-7)
- Manifeste d'une nouvelle littérature africaine, Paris, Homnisphères, 2007  (ISBN 2-915129-27-4)
- L'Afrique répond à Sarkozy - Contre le discours de Dakar, ouvrage collectif, 2008  (ISBN 978-2-84876-110-7)
- La République de l'imagination, La Roque d'Anthéron, Vents d'ailleurs, 2009  (ISBN 978-2-911412-63-9)
- La révolte anglophone, Paris, Teham éditions, 2018

## Distinctions
- 2001 : prix littéraire Marguerite-Yourcenar pour Temps de chien
- 2003 : grand prix littéraire d'Afrique noire pour Temps de chien